# Amphinemura pseudoluteipes
Amphinemura pseudoluteipes är en bäcksländeart som beskrevs av Aubert 1967. Amphinemura pseudoluteipes ingår i släktet Amphinemura och familjen kryssbäcksländor. Inga underarter finns listade i Catalogue of Life.